# Globulariopsis obtusiloba
Globulariopsis obtusiloba är en flenörtsväxtart som beskrevs av O.M. Hilliard. Globulariopsis obtusiloba ingår i släktet Globulariopsis och familjen flenörtsväxter. Inga underarter finns listade i Catalogue of Life.